# Невен (име)
- Невен Мимица –  хърватски политик и дипломат;
- Невен Копанданова – българска журналистка;
- Невен Суботич –  сръбски футболист, защитник, играещ за Алтах;
- Невен Венков – български футболист от Светкавица.